# Icosidodecadodecaedro romo
En geometría, el icosidodecadodecaedro romo es un poliedro uniforme estrellado, indexado como U46. Tiene 104 caras (80 triángulos, 12 pentágonos y 12 pentagramas), 180 aristas y 60 vértices. Como su nombre indica, pertenece a la familia de los poliedros romos.
La circunferencia circunscrita del icosidodecadodecaedro romo con longitud de arista unidad es:
{\displaystyle {\frac {1}{2}}{\sqrt {\frac {2\rho -1}{\rho -1}}},}
donde ρ es el número plástico (la única raíz real de la ecuación ρ3= ρ + 1).

## Coordenadas cartesianas
Las coordenadas cartesianas de los vértices de un icosidodecadodecaedro romo son todas las permutaciones pares (con un número par de signos más) de:
(±2a, ±2c, ±2b),
(±(a+b/t+c), ±(-en+b+c/t), ±(a/t+bt-c)),
(±(-a/t+bt+c), ±(-a+b/t-ct), ±(at+b-c/t)),
(±(-α/τ+βτ-γ), ±(α-β/τ-γτ), ±(ατ+β+γ/τ)) y
(±(a+b/t-ct), ±(at-b+c/t), ±(a/t+bt+c))
donde τ = (1+√5)/2 es el número áureo y ρ es el número plástico (la única solución real de ρ3=ρ+1)
α = ρ+1 = ρ3;
β = τ2ρ4+τ; y
γ = ρ2+tr.
Tomando las permutaciones impares de las coordenadas anteriores (con un número impar de signos más) se obtiene otra forma, enantiomorfa de la primera.

## Poliedros relacionados

### Mediano hexecontaedro hexagonal
El mediano hexecontaedro hexagonal es un poliedro no convexo isoedral. Es el dual del icosidodecadodecaedro romo, un poliedro uniforme estrellado.